# Ratusz w Oslo
Ratusz w Oslo (norw. Oslo Rådhus) – budynek w którym mają swą siedzibę władze miasta Oslo, stolicy Norwegii. W budynku znajduje się również galeria sztuki oraz pomieszczenia biurowe. Ratusz w Oslo jest miejscem gdzie corocznie organizowana jest ceremonia wręczania pokojowej nagrody Nobla
Decyzja o budowie ratusza w tym miejscu nie była przypadkowa, z miejsca tego roztacza się ciekawy widok na Oslofjord, także statki wpływające do portu w Oslo widzą ratusz na pierwszym planie, gdyż ten znajduje się dokładnie na końcu Oslofjord w centrum miasta.
Budowa obiektu rozpoczęła się w 1931 roku, po czym została przerwana z powodu II wojny światowej, otwarcie więc nastąpiło dopiero 15 maja 1950 roku. 
Wieża wschodnia wznosi się na wysokość 66 metrów, wieża zachodnia na 63 metry.
Podstawa budynku zajmuje obszar 4.560 m², powierzchnia całkowita to około 38.000 m². Centralna hala ma powierzchnię 1.500 m² i mierzy 20,8 m wysokości.